# PAJAM
PAJAM é uma equipe de produção e composição americana. É formada por Paul Allen, J. Moss e Walter Kearney, todos de Detroit, Michigan. A equipe trabalha artistas de música gospel, soul e R&B.
Seu primeiro projeto foi o álbum Finally Karen de Karen Clark Sheard, que alcançou a posição #2 na Billboard Gospel Albums EUA.
Posteriormente, PAJAM já trabalhou com mais de 50 artistas, incluindo Marvin Sapp, ByronCage, Kierra Sheard, Winans Fase II, Trin-i-tee 5:7, 21:03, e Hezekiah Walker, bem como artistas seculares tais como Boyz II Men, Dru Hill, Patti LaBelle e N'Sync.

## Produção discografica

### 1997
- Karen Clark Sheard - Finally Karen
  - "Praise Festival"
  - "Unconditional (Mad Love)"
  - "Gotta Right..."
  - "Can't Take It"

### 1998
- Dawkins & Dawkins - Focus
  - "Child of God"
  - "Not Just Anybody"
- Greg O'Quin 'N Joyful Noyze - Conversations
  - "Know You"
  - "That Name"
  - "Dry Your Eyes"
  - "Never"

### 1999
- Angelo & Veronica - Change
- Hezekiah Walker & the Love Fellowship Crusade Choir - Family Affair
  - "Let's Dance"
  - "He Can"
  - "More Like Him"
  - "Give'em Your Life"
- Marvin Sapp - Nothing Else Matters
  - "Do Your Dance"
  - "Thank You Lord"
- Men of Standard - Feels Like Rain
  - "Nothing Like Heaven"
  - "God Take Care of Me"
  - "Feels Like Rain"
- The Mighty Clouds of Joy - It Was You
  - "Never Say"
  - "Miracle"
- Nancey Jackson - Relationships
  - "Relationship"
  - "Delicate Heart"

### 2000
- Kelly Price - Mirror Mirror
  - "You Should've Told Me"

### 2001
- N Sync - Celebrity
  - "Do Your Thing"

### 2002
- 3rd Storee - Get With Me
  - "Now I Can Breathe"
  - "I'm Sorry"
  - "Don't Lose Hope"
  - "How Can This Be"
- Boyz II Men - Full Circle
  - "I'll Show You"
- Dorinda Clark-Cole - Dorinda Clark-Cole
  - "No Not One"
  - "It's Not Me"
  - "You Can"
  - "You Need Him"
- Dru Hill - Dru World Order
  - "Old Love"
- Hezekiah Walker & the Love Fellowship Crusade Choir - Family Affair II: Live at Radio City Music Hall
  - "Don't Wait"
  - "Breakthrough"
- Karen Clark Sheard - 2nd Chance
  - "Be Sure"
  - "So Good"
  - "2nd Chance"
- The Mighty Clouds of Joy - I Want to Thank You
  - "Seeking the Fire"
  - "New Creature"
- Sisqó - Return of Dragon
  - "Without You"
- Trin-i-tee 5:7 - The Kiss
  - "Holla"
  - "Holla (Urban Remix)"

### 2003
- Karen Clark Sheard - The Heavens Are Telling
  - "Go Ahead" featuring Missy Elliott
  - "Praise Up"
  - "I Owe"
  - "Sometimes"
  - "Don't Change" featuring Kierra Kiki Sheard
- The Straight Gate Mass Choir - Expectations: I'll Raise
  - "Jumpstart"
  - "Work Your Faith"
- Virtue - Free
  - "Thankful"
  - "You'll Win If You Try"
  - "He's Able"

### 2004
- J. Moss - The J. Moss Project (album producers)
- Kierra Kiki Sheard - I Owe You
  - "Church Nite"
  - "Closer"
  - "Praise Offering"
  - "So Long"
- Michelle Williams - Do You Know
  - "The Way of Love"
- Patti LaBelle - Timeless Journey
  - "More Than Material"
- Ramiyah - Ramiyah (album producers)
- Vanessa Williams - Here I Go Again!

### 2005
- Byron Cage - An Invitation to Worship (album producers)

### 2006
- 21:03 - PAJAM Presents 21:03 (album producers)
- Antwaun Stanley - I Can Do Anything (album producers)
- Dave Hollister - The Book of David, Vol. 1: The Transition
  - "Pray (Til I Get an Answer)"
- Karen Clark Sheard - It's Not Over
  - "Be Blessed"
  - "You Showed Me"
- Kierra Sheard - This Is Me
  - "Wrong Things"
  - "Scream"
- Patti LaBelle - The Gospel According to Patti LaBelle
  - "More Than (He Loves You)" featuring J. Moss

### 2007
- Bobby Jones - The Ambassador
  - "Thank You Lord"
  - "Call Him Up Love Peace & Joy"
- Byron Cage - Live at the Apollo: The Proclamation (album producers)
- Darlene McCoy - Darlene McCoy
  - "If There Were No You"
- J. Moss - V2... (album producers)
- PAJAM Presents Sing To The Lord (album producers)
- Vanessa Bell Armstrong - Walking Miracle
  - "Seasons"

### 2008
- 21:03 - Total Attention (album producers)
- Dorinda Clark-Cole - Take It Back
  - "Return"
- Kierra Kiki Sheard - Bold Right Life
  - "Praise Him Now"

### 2009
- Crystal Aikin - Crystal Aikin
  - "What If"
- J. Moss - Just James (album producers)
- Melinda Watts - People Get Ready
  - "Happy"
- Shirley Caesar - A City Called Heaven
  - "Nobody"

### 2010
- J. Moss - Remixed, Rare & Unreleashed (album producers)
- Karen Clark Sheard - All in One
  - "I Made a Choice"
  - "Good"
  - "Because of You"
  - "What He Did"
  - "He Knows"
- Y'Anna - The Promise
  - "I'm Blessed"

### 2011
- 21:03 - Evolved: From Boys to Men (album producers)

### 2012
- J. Moss - V4...The Other Side (album producers)